# Волт Девіс
Волтер Френсіс Девіс (англ. Walter Francis Davis; нар. 5 січня 1931 — пом. 17 листопада 2020) — американський легкоатлет, який спеціалізувався в стрибках у висоту, та баскетболіст.

## Із життєпису
У ранньому дитинстві перехворів на поліомієліт і довгий час не міг навіть самостійно пересуватися.
Олімпійський чемпіон зі стрибків у висоту (1952).
Дворазовий чемпіон США зі стрибків у висоту (1952—1953). Срібний призер чемпіонату США зі стрибків у висоту (1937).
Ексрекордсмен світу зі стрибків у висоту (2,12; 1953).
По завершенні легкоатлетичної кар'єри (1953) грав п'ять сезонів у Національній баскетбольній асоціації та двічі ставав чемпіоном НБА — 1956 у складі «Філадельфія Ворріорз» та 1958 у складі «Сент-Луїс Гокс».
Пішов з життя, маючи 89 років.